# 김미화의 공감
김미화의 공감은 대한민국에서 월~금 오전 9시 30분~11시 30분에 방송되었던 MBN의 평일 오전 시간대 뉴스 프로그램이다.